# Juanfran (fotbollsspelare född 1985)
Artikeln följer den spanska namnseden; faderns efternamn är Torres och moderns efternamn Belén.
Juan Francisco Torres Belén, född 9 januari 1985 i Crevillent, Alicante, känd som Juanfran, är en spansk fotbollsspelare. Han spelar främst som högerback.

## Klubbkarriär
Juanfran debuterade för Atlético Madrid den 13 januari 2011 i en 3–1-förlust mot Real Madrid.

## Landslagskarriär
Juanfran gjorde debut i Spaniens seniorlandslag den 26 maj 2012 i en 2–0-vinst över Serbien i Sankt Gallen. Han blev uttagen i Spaniens trupp till fotbolls-EM 2012 av förbundskaptenen Vicente del Bosque, samt VM 2014.

## Meriter

### Klubblag
Espanyol
- Spanska cupen: 2005–2006

Atlético Madrid
- La Liga: 2013/2014
- UEFA Europa League: 2011/2012, 2017/2018
- Spanska cupen: 2012/2013
- Spanska supercupen: 2014
- UEFA Super Cup: 2012, 2018

### Landslag
Spanien U19
- U19-EM i fotboll: 2004

Spanien U20
- U20-VM i fotboll: Andra plats 2003

Spanien
- EM-Guld 2012